# الدورة الخامسة للبرلمان الأوروبي
بدأت الدورة الخامسة للبرلمان الأوروبي في انتخابات عام 1999 واستمرت حتى انتخابات 2004.